# Rian Johnson
Rian Craig Johnson (Silver Spring, 17 dicembre 1973) è un regista, sceneggiatore e musicista statunitense.

## Biografia
Nato nel Maryland e cresciuto a San Clemente, California, e ha frequentato il liceo al San Clemente High School. Ha poi frequentato la University of Southern California e si è laureato presso la USC School of Cinematic Arts nel 1996.

### Cinema
Nel 2005, con un budget di 450.000 dollari, monta, scrive e dirige il suo primo lungometraggio, intitolato Brick - Dose mortale, con protagonista Joseph Gordon-Levitt. Il film vince il Premio speciale della giuria "per l'originalità della visione" al Sundance Film Festival e viene presentato alla 62ª Mostra internazionale d'arte cinematografica di Venezia nella Settimana internazionale della critica.
Nel 2008 realizza il caper movie The Brothers Bloom, interpretato da Rachel Weisz, Adrien Brody, Mark Ruffalo e Rinko Kikuchi. Nel 2012 è uscito nelle sale il suo terzo lungometraggio, il fantascientifico Looper, incentrato su un killer ingaggiato per uccidere vittime che provengono dal futuro. Il film è interpretato dall'attore feticcio di Johnson, Joseph Gordon-Levitt, oltre che da Bruce Willis e Emily Blunt.
Nel giugno 2014 Johnson venne scelto dalla Lucasfilm per scrivere e dirigere Star Wars - Gli ultimi Jedi, sequel di Star Wars - Il risveglio della Forza.
Nel 2019 realizza Cena con Delitto - Knives Out, film giallo con protagonisti Daniel Craig, Ana de Armas e Christopher Plummer, oltre a vantare nel cast attori come Chris Evans, Jamie Lee Curtis, Toni Collette, Don Johnson, Michael Shannon, Lakeith Stanfield, Katherine Langford e Jaeden Martell. Il film è stato un grande successo di critica e di pubblico, incassando oltre 300 milioni di dollari al botteghino mondiale e facendo guadagnare a Johnson la sua prima nomination all'Oscar per la migliore sceneggiatura originale.
Nel 2022 esce Glass Onion: Knives Out, sequel di Cena con Delitto - Knives Out, da lui scritto, diretto e prodotto, che vede di nuovo Craig nei panni del protagonista.

### Altre attività
Oltre al suo lavoro cinematografico, Johnson è anche un cantante folk e banjoista. Alcune delle sue canzoni si possono trovare sul suo sito web. Suo fratello, Aaron, è un noto produttore discografico, mentre suo cugino, Nathan Johnson, ha composto le colonne sonore di Brick - Dose mortale, The Brothers Bloom, Knives Out - Cena con Delitto e il suo seguito Glass Onion - Knives Out. Rian e Nathan formano un duo folk chiamato The Preserves.
Johnson ha collaborato con il gruppo musicale Indie rock The Mountain Goats. Ha diretto il videoclip per il loro brano Woke Up New e ha filmato un'intera esibizione live, con chitarra e pianoforte, dell'album del 2009 The Life of the World to Come. Il film è stato proiettato limitatamente in alcune città degli Stati Uniti d'America, tra cui New York City, Chicago, Seattle e Portland, ed è stato distribuito in DVD in edizione limitata durante il Record Store Day (17 aprile 2010). Nella sua carriera, Johnson ha diretto diversi cortometraggi, alcuni dei quali sono disponibili sul suo sito web. Il suo cortometraggio del liceo intitolato Ninja Ko è disponibile come easter egg nel DVD di Brick - Dose mortale. Tra i contenuti speciali dell'edizione DVD di The Brothers Bloom un cortometraggio su Buster Keaton, realizzato durante il periodo del college. Nel 2002, ha diretto un cortometraggio intitolato The Psychology of Dream Analysis, disponibile sul suo account Vimeo.
Johnson ha lavorato anche per la televisione, ha diretto tre episodi per la serie televisiva Breaking Bad, uno per la terza stagione e due per la quinta stagione, con uno dei quali ha vinto il premio Directors Guild of America Awards nel 2013. L'episodio in questione (Declino) è considerato come il migliore assoluto della serie. Ha diretto un episodio per la prima, e unica, stagione di Terriers - Cani sciolti.

## Filmografia

### Regista

#### Lungometraggi
- Brick - Dose mortale (Brick) (2005)
- The Brothers Bloom (2008)
- Looper (2012)
- Star Wars - Gli ultimi Jedi (Star Wars: The Last Jedi) (2017)
- Cena con delitto - Knives Out (Knives Out) (2019)
- Glass Onion: Knives Out (Glass Onion: A Knives Out Mystery) (2022)
- Wake Up Dead Man: Knives Out (Wake Up Dead Man: A Knives Out Mystery) (2025)

#### Cortometraggi
- Evil Demon Golfball from Hell!!!- cortometraggio (1996)

#### Televisione
- Terriers - Cani sciolti (Terriers) – serie TV, 1 episodio (2010)
- Breaking Bad – serie TV, 3 episodi (2010-2013)
- Poker Face – serie TV, 3 episodi (2023)

### Sceneggiatore

#### Cinema
- Evil Demon Golfball from Hell!!!, regia di Rian Johnson - cortometraggio (1996)
- Brick - Dose mortale (Brick), regia di Rian Johnson (2005)
- The Brothers Bloom , regia di Rian Johnson (2008)
- Looper, regia di Rian Johnson (2012)
- Star Wars - Gli ultimi Jedi (Star Wars: The Last Jedi) (2017)
- Cena con delitto - Knives Out (Knives Out) (2019)
- Glass Onion: Knives Out (Glass Onion: A Knives Out Mystery), regia di Rian Johnson (2022)
- Wake Up Dead Man: Knives Out (Wake Up Dead Man: A Knives Out Mystery) (2025)

#### Televisione
- Poker Face – serie TV, 2 episodi (2023)

### Montatore
- Brick - Dose mortale (Brick), regia di Rian Johnson (2005)

### Doppiatore
- BoJack Horseman – serie TV, 2 episodi (2015)

### Attore
- Rogue One: A Star Wars Story, regia di Gareth Edwards (2016) - cameo

### Produttore

#### Cinema
- Glass Onion: Knives Out (Glass Onion: A Knives Out Mystery), regia di Rian Johnson (2022)
- Fair Play, regia di Chloe Domont (2023)
- Wake Up Dead Man: Knives Out (Wake Up Dead Man: A Knives Out Mystery), regia di Rian Johnson (2025)

#### Televisione
- Il problema dei 3 corpi (3 Body Problem) – serie TV, 8 episodi (2024)

## Riconoscimenti
- Premio Oscar
  - 2020 – Candidatura per la migliore sceneggiatura originale per Cena con delitto - Knives Out
  - 2023 – Candidatura per la migliore sceneggiatura non originale per Glass Onion: Knives Out
- British Academy Film Awards
  - 2020 – Candidatura per la migliore sceneggiatura originale per Cena con delitto – Knives Out